# VIA Nano
Con il nome VIA Nano, viene indicato il nome commerciale del processore Isaiah sviluppato da VIA Technologies come successore del famoso C7 destinato all'impiego in soluzioni di fascia economica e dimensioni molto ridotte, originariamente annunciato nel corso del 2004 e atteso sul mercato nel terzo trimestre del 2008 sia per sistemi desktop, sia mobile, come concorrente del più famoso Intel Atom.

## Caratteristiche tecniche
Per essere più precisi, Isaiah indica il core del processore VIA Nano, che secondo il produttore offrirà prestazioni fino a 4 volte superiori rispetto al predecessore, a fronte di un consumo medio molto simile, grazie anche al processo produttivo a 65 nm (sviluppato da Fujitsu) e alla dimensione del die di soli 60 mm², assemblato in un package tipo nanoBGA, per un totale di 94 milioni di transistor; è chiaro quindi come il nuovo prodotto porterà con sé un ottimo rapporto prestazioni/watt, grazie soprattutto ad una nuova tecnologia di risparmio energetico (chiamata PowerSaver) che consentirà di spegnere quasi tutto il processore (93 milioni di transistor su 94 milioni totali), raggiungendo un consumo minimo di 100 mW.
Un punto debole delle architetture sviluppate da VIA, infatti, è sempre stato rappresentato dal processore, non all'altezza in termini di capacità di elaborazione rispetto a quanto messo a disposizione da soluzioni Intel e AMD destinate agli stessi ambiti di utilizzo.
Il 23 gennaio 2008 Centaur Technology, una sussidiaria di VIA specializzata nell'architettura e nello sviluppo di processori x86, ha annunciato le specifiche tecniche ufficiali di tali nuove soluzioni. L'architettura base, per la prima volta, sarà di tipo superscalare out-of-order ad "esecuzione speculativa" a 64 bit; si tratta dello stesso approccio utilizzato anche da Intel e AMD per le proprie soluzioni e consente di eseguire elaborazioni (appunto "out of order") su dati che potranno venir utilizzati dalle istruzioni che devono ancora venir processate dalla CPU. Le precedenti generazioni di processori VIA erano di tipo in-order, ed era proprio questo il maggiore limite di tali soluzioni quando venivano confrontate con quelle dei concorrenti, sebbene tale caratteristica favorisse il contenimento del consumo energetico. Il nuovo processore fornirà funzionalità "macro-fusion" e "micro-fusion" nonché sofisticate funzioni di branch prediction per una maggiore efficienza energetica e migliori prestazioni.
Nel processore sarà presente anche un'unità dedicata all'accelerazione crittografica, che comprende "dual quantum random number generator", un "AES Encryption Engine", NX-bit, e "hashing SHA-1" e "SHA-256".
Inizialmente il BUS dovrebbe essere a 800 MHz, ma in un secondo tempo è previsto anche l'arrivo di versioni con BUS fino a 1333 MHz e integranti il supporto alle istruzioni SSE4 per l'ottimizzazione delle prestazioni multimediali. La dotazione di cache prevede una L1 da 128 KB divisa di 2 blocchi da 64 KB, rispettivamente le istruzioni ed i dati, e una cache L2 da 1 MB di tipo esclusivo, associativa a 16 vie.
Il processore VIA Nano è compatibile "pin to pin" con le piattaforme basate sul predecessore C7, e dato che condivide con tale soluzione anche lo stesso livello di dissipazione termica, anche il dissipatore passivo utilizzato dalla precedente generazione potrà venire riutilizzato; tali caratteristiche consentiranno ai produttori di sostituire semplicemente il processore nei sistemi progettati per la precedente generazione, abbattendo i costi di produzione.
I consumi massimi cui si è appena accennato dovrebbero essere di circa 35 W per la soluzione con clock da 2 GHz e voltaggio di 1,15 V, e scendere fino a 25 W per le soluzioni con clock inferiori; esisterà anche una particolare versione a basso consumo con clock da 1 GHz e tensione di alimentazione inferiore a 1 V.
Infine, VIA ha assicurato che il nuovo progetto risponde a tutte le specifiche della direttiva RoHS a favore dell'ambiente e di una tecnologia eco-sostenibile.

### Versioni dual core di Nano
Verso la fine di novembre 2008 VIA ha annunciato di avere in progetto anche una versione dual core del processore Nano, che potrebbe arrivare sui mercati nel corso del 2010. Al momento non è noto alcun dettaglio tecnico a parte il fatto che sarà retrocompatibile con le piattaforme in grado di ospitare la prima versione di questo processore.

## Modelli attesi sul mercato
Inizialmente VIA renderà disponibili 2 versioni di processori Nano: la serie di processori VIA Nano "L" per i sistemi desktop e mobile di fascia economica e la serie "ultra low voltage" U per i desktop di dimensioni compatte ed i dispositivi ultra mobile:
- VIA Nano L2100 - clock di 1,8 GHz, BUS a 800 MHz, consumo massimo di 25 W
- VIA Nano L2200 - clock di 1,6 GHz, BUS a 800 MHz, consumo massimo di 17 W
- VIA Nano U2400 - clock di 1,3 GHz, BUS a 800 MHz, consumo massimo di 8 W
- VIA Nano U2500 - clock di 1,2 GHz, BUS a 800 MHz, consumo massimo di 6,8 W
- VIA Nano U2300 - clock di 1 GHz, BUS a 800 MHz, consumo massimo di 5 W